# Pertingent
Pertingent är ett grammatiskt kasus som förekommer i tlingit. Det används för att hänvisa till något som rör vid något annat, exempelvis "stolen rör bordet" på svenska.